# Дальнє Поле (Ульяновська область)
Дальнє Поле (рос. Дальнее Поле) — селище в Базарносизганському районі Ульяновської області Російської Федерації.
Населення становить 187 осіб. Входить до складу муніципального утворення Базарносизганське міське поселення.

## Історія
Від 2004 року входить до складу муніципального утворення Базарносизганське міське поселення.

## Населення
| 2010 |
| ---- |
| 187  |